# Salsola aellenii
Salsola aellenii är en amarantväxtart som beskrevs av Viktor Petrovitj Botjantsev. Salsola aellenii ingår i släktet sodaörter, och familjen amarantväxter. Inga underarter finns listade i Catalogue of Life.